# Caminho (topologia)

Um caminho entre A e B.

Um caminho num espaço topológico X é uma função contínua do intervalo fechado [0,1] em X.
O ponto inicial de uma caminho c é c(0) e o ponto final é c(1). Faz-se muitas vezes referênca a «caminho de x a y» onde x e y são respectivamente o ponto inicial e o ponto final do caminho. Observe-se que um caminho não é somente um subconjunto de X que se parece com uma curva, pois também inclui uma parametrização. Por exemplo, os caminhos em R definidos por c(t) = t e por d(t) = t² são dois caminhos distintos que têm a mesma imagem: o intervalo [0,1].